# Equijubus
Equijubus – rodzaj roślinożernego dinozaura z grupy hadrozauroidów (Hadrosauroidea) żyjącego pod koniec wczesnej kredy na terenach dzisiejszej Azji. Został opisany w 2003 roku przez You Hailu i współpracowników na podstawie kompletnej, bocznie spłaszczonej czaszki o długości 57 cm (IVPP V 12534), połączona stawowo z żuchwą i niekompletnym szkieletem pozaczaszkowym. Szczątki te odkryto na pustyni Gobi w chińskiej prowincji Gansu.
Equijubus jest najstarszym znanym przedstawicielem Hadrosauroidea (sensu Sereno 1997) i, jak sugerują analizy kladystyczne przeprowadzone przez You i współpracowników (2003) oraz Prieto-Márqueza (2010), najbardziej bazalnym. Equijubus wykazuje niektóre cechy prymitywne, obecne już u bardziej bazalnych iguanodontów, ale również cechy typowe dla Hadrosauroidea.
Nazwa Equijubus pochodzi od łacińskich słów equus („koń”) i juba („grzywa”), co odnosi się do miejsca znalezienia szczątków – pobliża góry Ma Zong, której nazwa oznacza „grzywa”. Epitet gatunkowy gatunku typowego, normani, honoruje Davida Normana, który bada m.in. ornitopody.
Wu, You i Li (2018) opisali zachowane przy zębach Equijubus normani mikroskamieniałości interpretowane przez autorów jako fitolity i pozostałości epidermy wczesnych traw. W chwili ich opisu były to najstarsze znane skamieniałości traw; mogą one też stanowić najstarszy znany dowód żerowania dinozaurów na trawach.